# Грибоедовская премия
Грибоедовская премия — премия за лучшую пьесу, вручавшаяся в России ежегодно с 1883 по 1917 годы.
Премия была учреждена в 1878 году Обществом русских драматических писателей и оперных композиторов, однако первое вручение состоялось лишь через 5 лет.
Впервые Грибоедовская премия была вручена в 1883 году.
Устав премии был составлен несколько лет спустя — в 1891 году при участии А. П. Чехова. Ежегодно её вручали 30 января (11 февраля по новому стилю) — в день гибели Александра Грибоедова. Премии удостаивалась лучшая в сезоне пьеса, поставленная императорскими или частными театрами в Петербурге и Москве. Фонд премии был составлен из добровольных пожертвований, премиальные суммы рассчитывались из процентов за основной капитал.

## Лауреаты премии[1]
- 1883 — Александр Островский: «Красавец-мужчина»
- 1884 — Николай Чаев: «Царь и Великий князь всея Руси Василий Иванович Шуйский»
- 1885 — Александр Островский: «Не от мира сего»
- 1892 — Лев Толстой: «Плоды просвещения»
- 1894 — Евгений Гославский: «Расплата (Эгоисты)», М. И. Чайковский: «Предрассудки», В. Л. Величко: «Первая муха»
- 1896 —  Александр Сумбатов-Южин: «Старый закал» и М.И. Чайковский «Боязнь жизни»
- 1898 — Владимир Немирович-Данченко: «Цена жизни». Немирович-Данченко отказался от премии, объявив, что пьеса Антона Чехова «Чайка» (1896) более её достойна.
- 1899 —  Александр Сумбатов-Южин: «Джентльмены» и М.И. Чайковский: «Борцы»
- 1900 — Ипполит Шпажинский: «Две судьбы»
- 1902 — Антон Чехов: «Три сестры»
- 1903 — разделена между тремя пьесами:
Максим Горький: «Мещане»
Сергей Найдёнов: «Дети Ванюшина»
Владимир Немирович-Данченко: «В мечтах»
- 1904 — Максим Горький: «На дне»
- 1905 —  Антон Чехов: «Вишнёвый сад»
- 1911 — Евтихий Карпов:  «Светлая личность» и Евгений Чириков «Царь природы»
- 1912 — Максим Горький: «Васса Железнова» и Леонид Андреев: «Gaudeamus»
- 1913 —  Татьяна Щепкина-Куперник: «Счастливая женщина»
- 1914  —- Пётр Гнедич: «Ассамблея» и Сергей Найденов: «Роман тёти Ани»
- 1915 — А. Алпатин (А. М. Лопатин): «Последняя ставка» и Владимир Волькенштейн: «Калики перехожие»
- 1916 —- Николай Григорьев-Истомин: «Сестры Кедровы» и Николай Шкляр: «Сказка о прекрасном короле Альберте»
- 1917 —-  Владимир Винниченко: «Ложь» и Сергей Найдёнов: «Работница»